# جون "جي دي" دورايراج
جون "جي دي" دورايراج ،   يصوره فيجاي ، هو بطل الرواية في فيلم الحركة والإثارة التاميل لعام 2021 سيد ، إخراج لوكيش كاناغاراج . تتجاوز رحلة JD شياطينه الشخصية وحدود الأوساط الأكاديمية لمواجهة الواقع المرير الكامن في ظلال المجتمع.
تتكشف شخصيته على خلفية التحدي الذي يواجهه: الإبحار في المياه الغادرة للنظام التعليمي الفاسد ومواجهة القوى القاسية التي تسعى إلى الحفاظ على قبضتها.  مع تطور الأحداث، يجد جي دي نفسه مدفوعًا إلى دور غير متوقع داخل حدود منشأة احتجاز الأحداث، وهو عالم يسود فيه اليأس والظلام. وهنا يواجه الحقائق الصارخة للظلم والوحشية ويشهد على محنة أولئك المحاصرين داخل جدرانه.
وفقًا لتقليد الأبطال المقنعين، فإن رحلة جي دي هي رحلة تحول وتحدي في مواجهة الشدائد. إن تطوره من معلم محبط إلى منارة أمل للمضطهدين يعكس النضال الخالد من أجل العدالة والفداء. ومن خلال التجارب والمحن التي تحدد طريقه، لا يظهر كرمز للمقاومة فحسب، بل كمحفز للتغيير في عالم يعاني من الفساد والانحلال الأخلاقي. قصته بمثابة شهادة على القوة الدائمة للروح البشرية. تذكير بأنه حتى في أحلك الأوقات، لا يزال من الممكن العثور على الضوء لأولئك الذين يجرؤون على البحث عنه.

## النشأة والمهنة
جون دورايراج، المعروف باسم جي دي، هو الشخصية المركزية في القصة، حيث ينتقل من محاضر جامعي مضطرب إلى بطل غير متوقع يواجه عالم الجريمة الإجرامي داخل منشأة لاحتجاز الأحداث. تتحدد رحلته بالنضالات الشخصية والفداء والالتزام الثابت بالعدالة والإصلاح. جي دي، أصله من تشيناي، يعمل كمحاضر نفسي ويشغل منصب عميد رابطة الطلاب في كلية سانت جيفري للفنون والعلوم. على الرغم من أساليب التدريس المبتكرة وتفانيه الصادق لطلابه، يعاني جي دي من إدمان الكحول ويواجه ازدراء زملائه.    كان ذات يوم طالبًا تحت وصاية البروفيسور سيلفام ، الذي كان بمثابة معلمه وملهمه.  ومع ذلك، فقد تحطم عالم جي دي بسبب وفاة البروفيسور سيلفام، مما أدى إلى إغراقه في دوامة من إدمان الكحول وخيبة الأمل. تصبح هذه الخسارة المأساوية نقطة تحول في حياة جي دي، مما يزيد من صراعاته الشخصية والمهنية.
ومع ذلك، يحدث تحول كبير عندما يتم تعيين JD بشكل غير متوقع للعمل في منشأة لاحتجاز الأحداث.  تحفز هذه البيئة الجديدة تحولًا عميقًا في حياته، مما يوفر له فرصة للخلاص والتجديد وسط التحديات التي يواجهها. 

## التحول والتحديات
JD، الذي كان مترددًا في البداية وغير مدرك للحقائق القاسية داخل مدرسة الأحداث، يواجه تغييرًا كبيرًا أثناء مواجهته للأعمال الوحشية التي يلحقها بالسجناء رجل العصابات بهافاني. بهافاني، الذي يستغل أطفال المدارس في أنشطته الإجرامية، يعمل دون خوف من العواقب. 
إن الوفاة المأساوية لصاباري ومانيكاندان التي أعدمها بهافاني لأنهما حاولا خيانته، وهما طالبان تتشابك قصصهما مع قصص جي دي، كانت بمثابة حافز لتحوله من مدرس محبط إلى مدافع حازم عن العدالة. صدم جي دي من تصرفات بهافاني القاسية، ويتخذ خطوات حاسمة. يواجه شركاء بهافاني، ويسيطر على المنشأة لفضح المتعاونين مع بهافاني. وسط الاضطرابات، نجح جي دي في إصلاح العديد من الطلاب وإقناعهم بمقاومة تأثير بهافاني. 

### مقتل بهافاني
حدد JD في النهاية مخبأ بهافاني ويتحداه مباشرة. رداً على ذلك، استهدف بهافاني أصدقاء جي دي، مما أدى إلى وفاتهم المأساوية. لم يردع JD، تمكن من إصلاح أحد أتباع بهافاني المسمى داس، الذي يساعده في التسلل إلى معقل بهافاني. في مواجهة متوترة، أظهر جي دي براعته، مستخدمًا سوارًا حديديًا كسلاح لهزيمة بهافاني، منهيًا عهده المرعب بقتله. تكشف شجاعة جي دي جرائم بهافاني، مما دفع السلطات إلى إغلاق مركز الاحتجاز.
يستسلم JD وغيره من البالغين من المنشأة للسلطات، ملتزمين بالمساءلة والإصلاح. على الرغم من سجنه في مكان آخر، يظل JD صامدًا، ويلهم الأمل ويعزز التغيير الإيجابي بين زملائه السجناء، وبالتالي يكمل رحلة شخصيته. 

## السمات الرئيسية والموضوعات
في التصوير السينمائي، يظهر جي دي كشخصية غير تقليدية في المشهد التعليمي، متحديًا التوقعات التقليدية بسلوكه الأشعث وأساليب التدريس غير التقليدية. على الرغم من مظهره غير التقليدي،  يُظهر JD فهمًا عميقًا لاحتياجات طلابه، مما يعكس فهمًا دقيقًا للديناميكيات التربوية. من خلال توصيفه المعيب والمترابط، وصراعه مع الشياطين الشخصية مثل إدمان الكحول واللاهدف الوجودي، يتردد صدى JD لدى الجماهير من خلال تجسيد تعقيدات النضالات البشرية. ويؤكد إحساسه الدائم بالمثالية على إيمانه بإمكانات التعليم التحويلية، وتعزيز التفكير النقدي والتمكين بين طلابه مع تحدي الأعراف الراسخة. 
تتكشف شخصية JD كرحلة للتحول والفداء، تتميز باكتشاف الذات والمرونة في مواجهة الشدائد. إن موقفه الشجاع ضد الظلم والتزامه الذي لا يتزعزع بالعدالة يسلط الضوء على موضوعات أكبر تتعلق بالوعي الاجتماعي والاستقامة الأخلاقية، مما يرمز إلى الصراع الدائم بين القوى المجتمعية. ضمن شبكة العلاقات المعقدة التي ينميها، بما في ذلك مع شارولاثا وفاناثي وطلابه، يتنقل جي دي في ديناميكيات شخصية عميقة تعمل كمحفزات لتطوره الشخصي. من خلال الدعوة الرحيمة للمهمشين والمضطهدين، تعمل JD كمحفز للإصلاح، وتجسد التزامًا ثابتًا بالتغيير المجتمعي والسعي لتحقيق مجتمع أكثر عدلاً. 